# Port lotniczy Keflavík
Port lotniczy Keflavík (isl. Keflavíkurflugvöllur, ang. Keflavík International Airport) – największe lotnisko Islandii. Znajduje się on na półwyspie Reykjanes niedaleko Keflavíku, 50 km na zachód od Reykjavíku. Nazywany jest zazwyczaj Międzynarodowym Portem Lotniczym Reykjavíku.
Z lotniska odbywają się jedynie loty międzynarodowe (z wyjątkiem letniego połączenia do Akureyri w związku z turystycznym ruchem rejsowym linii Icelandair). Loty krajowe, a także loty na Grenlandię i Wyspy Owcze, obsługuje krajowy Port lotniczy Reykjavík.
Port lotniczy Keflavík jest także portem macierzystym dla Icelandair, poprzednio również dla linii WOW air.
Lotnisko w Keflavíku jest rezerwowe dla lądowania promów kosmicznych NASA w przypadku niemożności lądowania w Stanach Zjednoczonych lub awarii na pokładzie statku.

## Historia
Lotnisko, wybudowane przez armię amerykańską podczas II wojny światowej, otwarte zostało 23 marca 1943. Początkowo było ono wykorzystywane jedynie do celów wojskowych; z czasem stało się popularnym lotniskiem-stacją do tankowania na lotach transatlantyckich. Wojska amerykańskie założyły tutaj swoją strategiczną bazę, która, jako baza NATO, istniała do jesieni 2006.
W latach 60. i 70. XX w. setki osób co roku protestowały przeciwko stacjonowaniu Amerykanów na wyspie przechodząc drogę ze stolicy wyspy do portu lotniczego śpiewając przy tym Ísland úr NATO, herinn burt („Islandio wyjdź z NATO, precz z wojskiem!”). Jedną z najbardziej znanych osób uczestniczących w protestach była Vigdís Finnbogadóttir, późniejsza prezydent Islandii. 15 marca 2006 władze amerykańskie podjęły decyzję o likwidacji bazy; ostatnie samoloty odleciały we wrześniu 2006. Na miejscu dawnej amerykańskiej bazy wojskowej islandzki rząd rozwija centrum edukacji i innowacji Ásbrú.

## Terminal
W skład portu wchodzi jeden terminal: Terminal im. Leifa Erikssona (isl.: Flugstöð Leifs Eiríkssonar), który otwarty został w 1987. Skutkiem tego było oddzielenie strefy wojskowej od cywilnej. W 2001 oddano do użytku budynek południowy spełniający wszystkie wymogi układu z Schengen. Budynek północny przebudowano, powiększono i oddano do użytku w 2007. Terminal jako jeden z nielicznych ma strefę bezcłową zarówno na poziomie odlotów, jak i przylotów (bowiem jest to to samo pomieszczenie, w budynku północnym).

## Linie lotnicze i połączenia
| Linia lotnicza        | Kierunek |
| --------------------- | --- |
| Air Canada            | Sezonowo: 1. Montreal-Trudeau 2. Toronto-Pearson |
| Air Greenland         | 1. / Nuuk Sezonowo: 1. / Ilulissat |
| Air Baltic            | 1. Ryga |
| Atlantic Airways      | 1. / Vágar |
| Austrian Airlines     | Sezonowo: 1. Wiedeń |
| British Airways       | 1. Londyn-Heathrow |
| Delta Air Lines       | Sezonowo: 1. Detroit 2. Minneapolis-St. Paul 3. Nowy Jork-JFK |
| Discover Airlines     | Sezonowo: 1. Monachium (od 2 lipca 2025) |
| EasyJet               | 1. Edynburg 2. Londyn-Gatwick 3. Londyn-Luton 4. Manchester 5. Mediolan-Malpensa Sezonowo: 1. Bristol |
| Edelweiss Air         | 1. Zurych |
| Eurowings             | Sezonowo: 1. Düsseldorf 2. Hamburg |
| Finnair               | 1. Helsinki |
| Iberia Express        | Sezonowo: 1. Madryt |
| Icelandair            | 1. Alicante 2. Amsterdam 3. Baltimore 4. Barcelona 5. Berlin 6. Boston 7. Bruksela 8. Chicago-O’Hare 9. Kopenhaga 10. Denver 11. Dublin 12. Frankfurt 13. Glasgow 14. Helsinki 15. / Kulusuk 16. Londyn-Gatwick 17. Londyn-Heathrow 18. Manchester 19. Monachium 20. Newark 21. Nowy Jork-JFK 22. / Nuuk 23. Oslo-Gardermoen 24. Paryż-Charles de Gaulle 25. Praga 26. Raleigh-Durham 27. Rzym-Fiumicino 28. Seattle-Tacoma 29. Sztokholm-Arlanda 30. Teneryfa-Południe 31. Toronto-Pearson 32. Vancouver 33. Waszyngton-Dulles 34. Zurych Sezonowo: 1. Akureyri 2. Bergen 3. Billund 4. Detroit 5. Genewa 6. Gran Canaria 7. Halifax 8. Hamburg 9. / Ilulissat 10. Innsbruck 11. Lizbona 12. Madryt 13. Mediolan-Malpensa 14. Minneapolis-St. Paul 15. / Narsarsuaq 16. Nicea 17. Orlando 18. Pittsburg 19. Portland 20. Salzburg 21. / Vágar 22. Werona |
| Jet2.com              | 1. Birmingham 2. Manchester Sezonowo: 1. Bristol 2. Edynburg 3. Glasgow 4. Leeds/Bradford 5. Londyn-Stansted |
| LOT                   | 1. Warszawa-Chopin |
| Lufthansa             | 1. Frankfurt Sezonowo: 1. Monachium |
| Neos                  | Sezonowo: 1. Alicante 2. Malaga 3. Teneryfa-Południe 4. Werona |
| Norwegian Air Shuttle | Sezonowo: 1. Oslo-Gardermoen |
| PLAY                  | 1. Alicante 2. Amsterdam 3. Ateny 4. Baltimore 5. Barcelona 6. Berlin 7. Boston 8. Kopenhaga 9. Dublin 10. Frankfurt 11. Hamilton 12. Lizbona 13. Liverpool 14. Londyn-Stansted 15. Madryt 16. Nowy Jork-Stewart 17. Paryż-Charles de Gaulle 18. Teneryfa-Południe 19. Waszyngton-Dulles Sezonowo: 1. Aalborg 2. Billund 3. Bolonia 4. Bruksela 5. Düsseldorf 6. Faro 7. Fuerteventura 8. Genewa 9. Glasgow 10. Göteborg 11. Gran Canaria 12. Hamburg 13. Malaga 14. Palma de Mallorca 15. Porto 16. Praga 17. Salzburg 18. Sztokholm-Arlanda 19. Wenecja 20. Werona 21. Warszawa-Chopin |
| SAS                   | 1. Kopenhaga 2. Oslo-Gardermoen |
| Transavia             | 1. Amsterdam 2. Paryż-Orly |
| TUI Airways           | Sezonowo: 1. Bristol 2. Londyn-Gatwick 3. Manchester |
| United Airlines       | Sezonowo: 1. Chicago-O’Hare |
| Vueling Airlines      | 1. Barcelona |
| Wizz Air              | 1. Budapeszt 2. Gdańsk 3. Katowice 4. Kraków 5. Londyn-Luton 6. Mediolan-Malpensa 7. Rzym-Fiumicino 8. Wiedeń 9. Wilno 10. Warszawa-Chopin 11. Wrocław |